# 디 엔드?
《디 엔드?》(이탈리아어: The End? L'inferno fuori 혹은 이탈리아어: In un giorno la fine, 영어: The End?)는 이탈리아에서 제작된 다니엘레 미시스키아 감독의 2017년 좀비 공포 스릴러 영화이다. 알레산드로 로야 등이 출연하였다. 2017년 8월 27일 영국에서 개봉되었다.

## 줄거리
사업가 클라우디오는 사업상 중요한 회의 약속을 앞두고 홀로 승강기 안에 갇힌다. 아내 로레나의 휴대폰, 건물 관리자 비상 연락 등을 시도해보지만 아무 소용이 없고 그 누구도 그를 구하러 오지 않는다. 시간이 한참 흐른 후에야 클라우디오는 도시 전체에 좀비 바이러스가 퍼진 상태라는 걸 알게 되고, 승강기는 그를 위한 안전한 도피처가 된다.

## 출연진
- 알레산드로 로야 - 클라우디오 베로나 역
- 카롤리나 크레셴티니 - 로레나 역 (목소리)